# Gmina Iowa Lake

Położenie Gminy Iowa Lake w hrabstwie Emmet

Gmina Iowa Lake (ang. Iowa Lake Township) – gmina w USA, w stanie Iowa, w hrabstwie Emmet. Według danych z 2000 roku gmina miała 145 mieszkańców, a jej powierzchnia wynosi 74,25 km².